# Fritz Quant
Fritz Quant, né le 18 février 1888 à Trèves, et mort le 3 novembre 1933 à Trèves, est un artiste peintre, graveur et lithographe allemand.

## Biographie
Fritz Quant, né le 18 février 1888 à Trèves, étudie dans sa ville natale, à Munich et à l'Académie des beaux-arts de Leipzig.
Le musée de Riga possède des gravures de lui.
Fritz Quant meurt en novembre 1933 dans sa ville natale.

## Galerie

Peintures
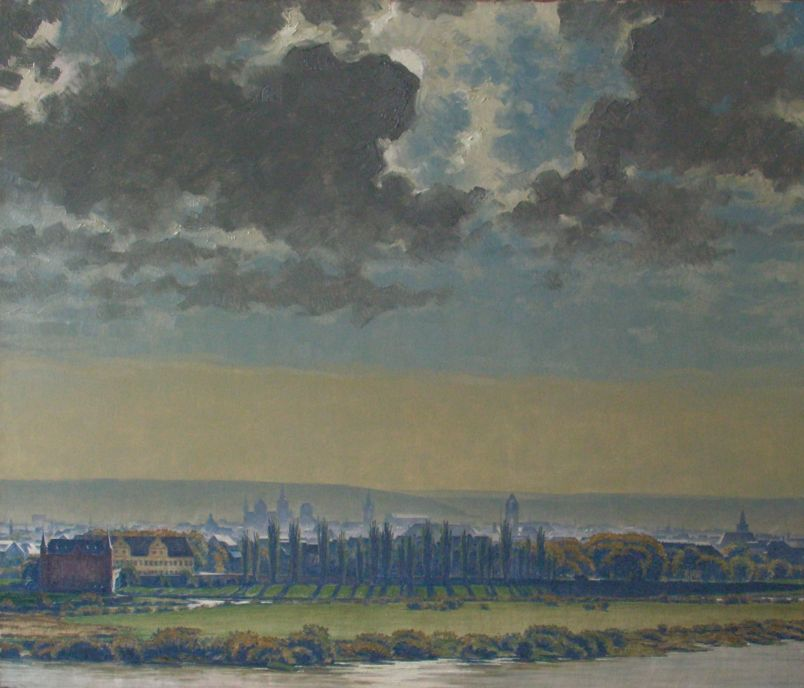
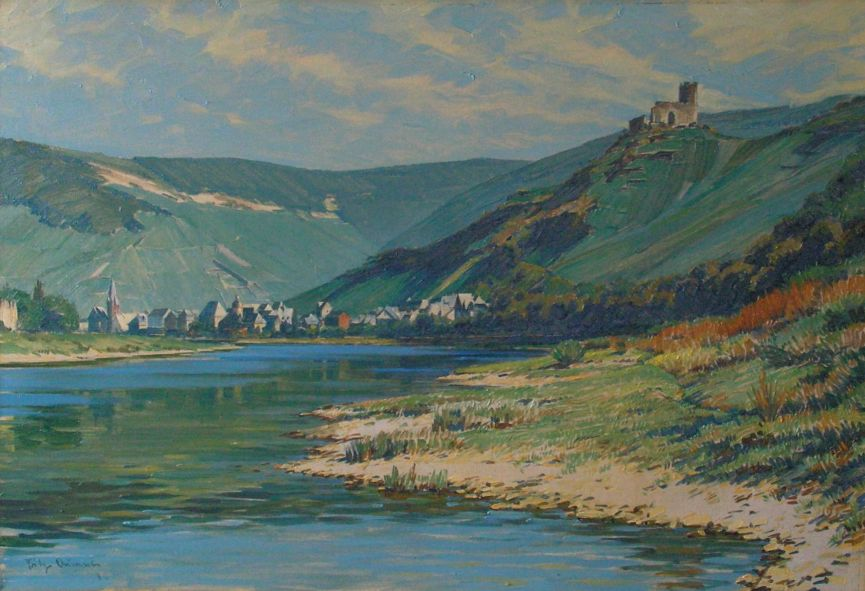
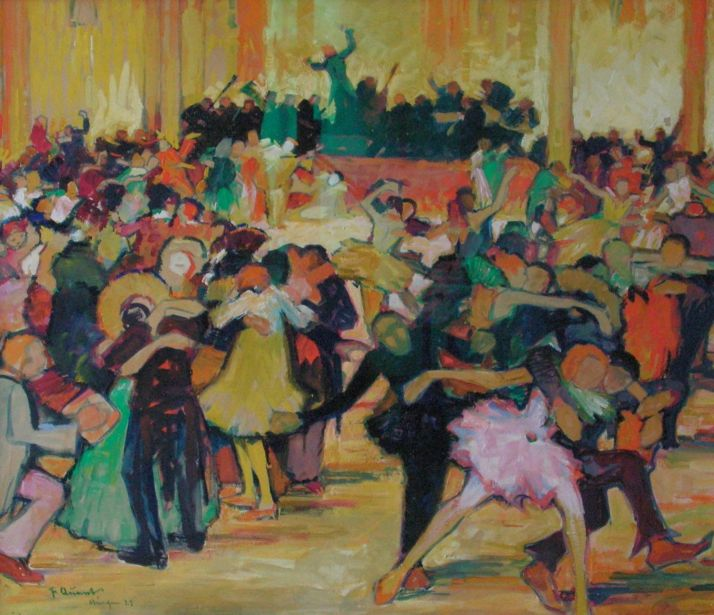

Gravures
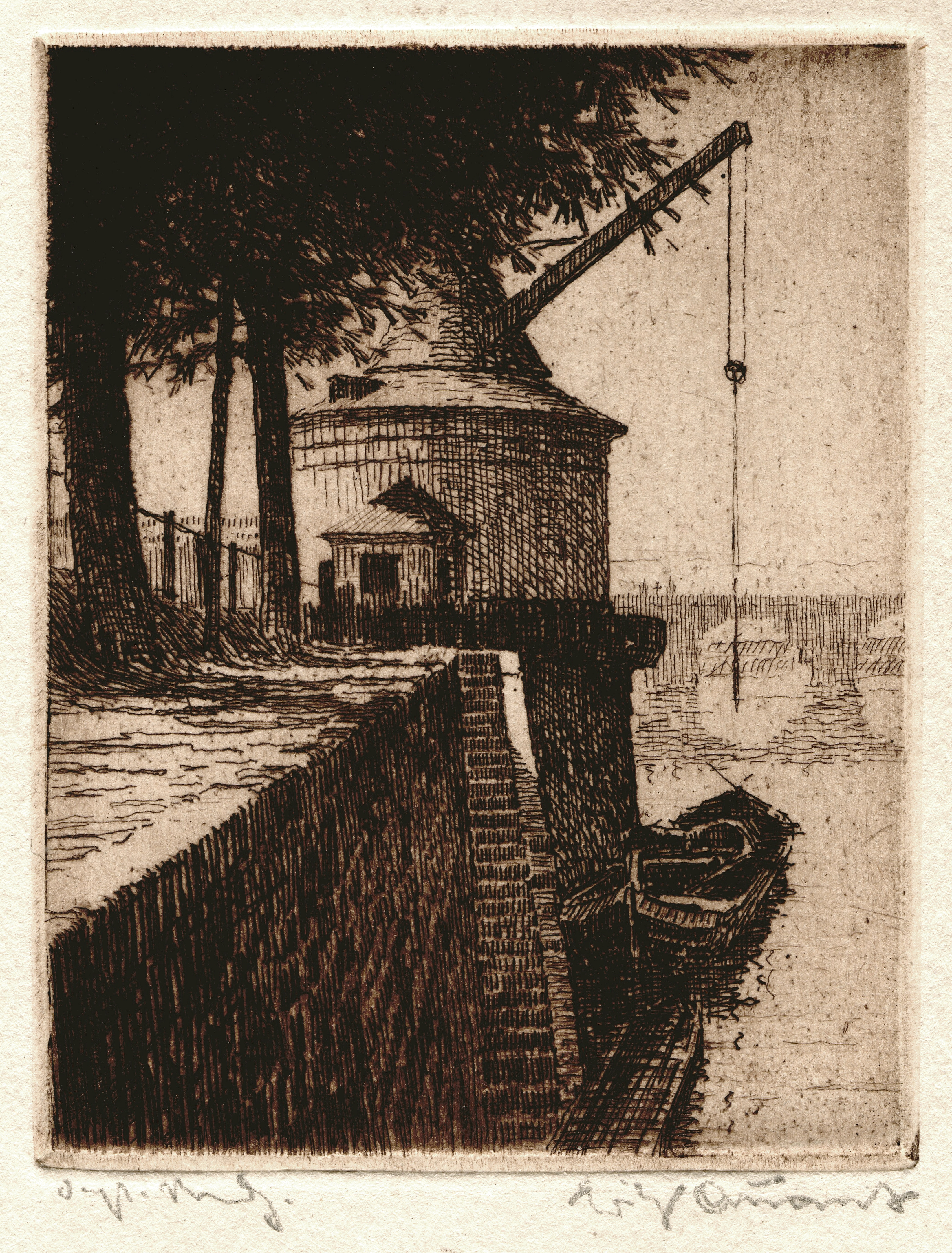
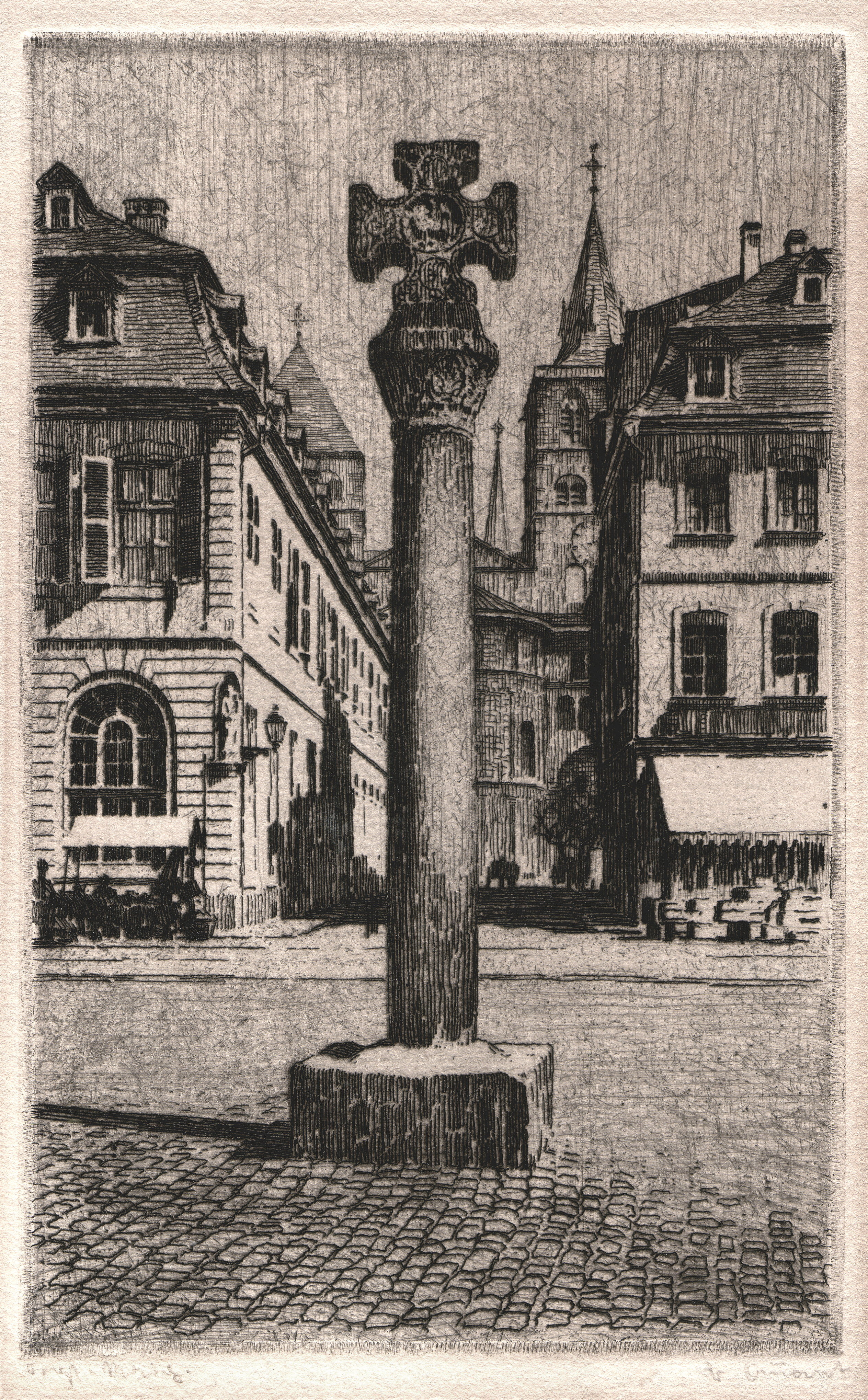
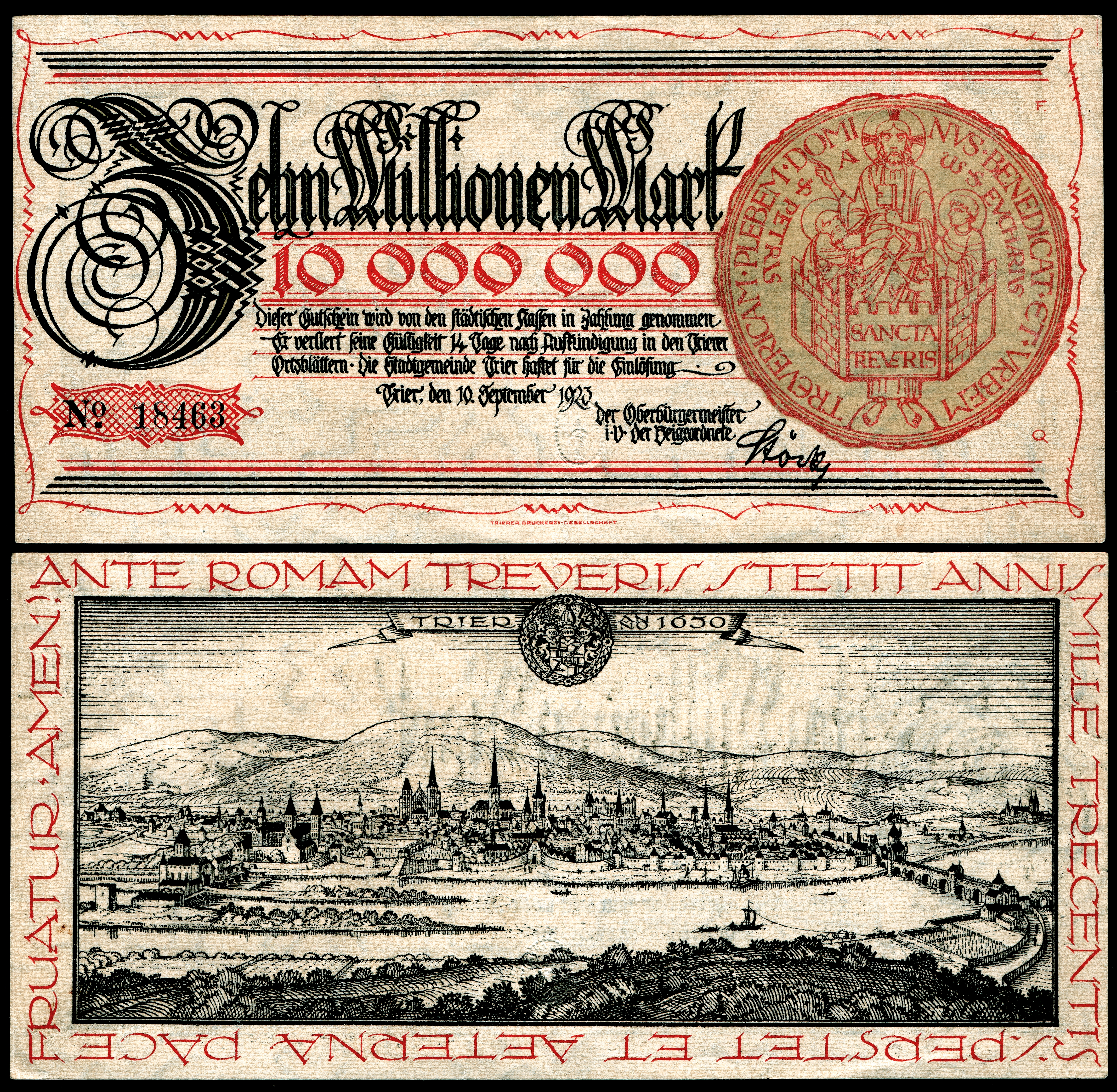
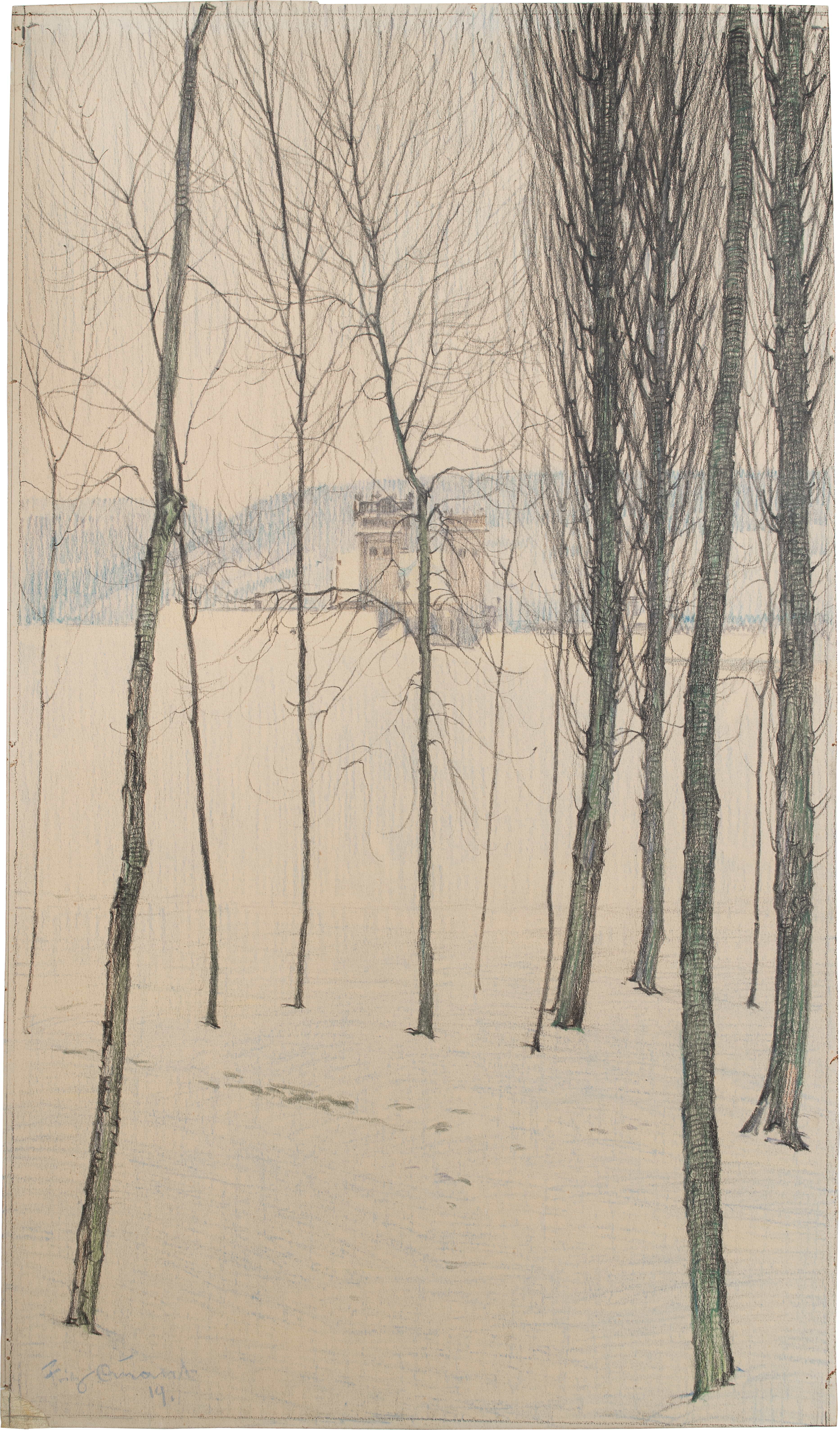